# Collao (Siero)
Collao és una parròquia del conceyu asturià de Siero, de 480 habitants (INE, 2008).
La parròquia es divideix en els nuclis de La Quintana'l Sol, Llorián, El Cirigüeyu, El Gordón i Fuentemil. Altres localitats menors de població són: L'Asumu, Cagamuñín, El Caleru, La Caleya, La Carretera, El Castru, La Cerque, La Cuesta, La Cueva, La Felguera, El Fielato, La Fontona, La Llera, El Monte, El Mosqueru, Pandubaxo, Pandurriba, El Picu, Piñella, El Piqueru, El Rebollal, Riñora, Río Abaxo, Río Arriba, La Teyera, El Tremendo i Villanueva.
Associada històricament al treball miner, antigament Collao tenia diverses empreses i factories tèxtils i d'alimentació. Actualment la seua activitat econòmica ha sigut reduïda a uns pocs negocis.

## Llocs d'interés

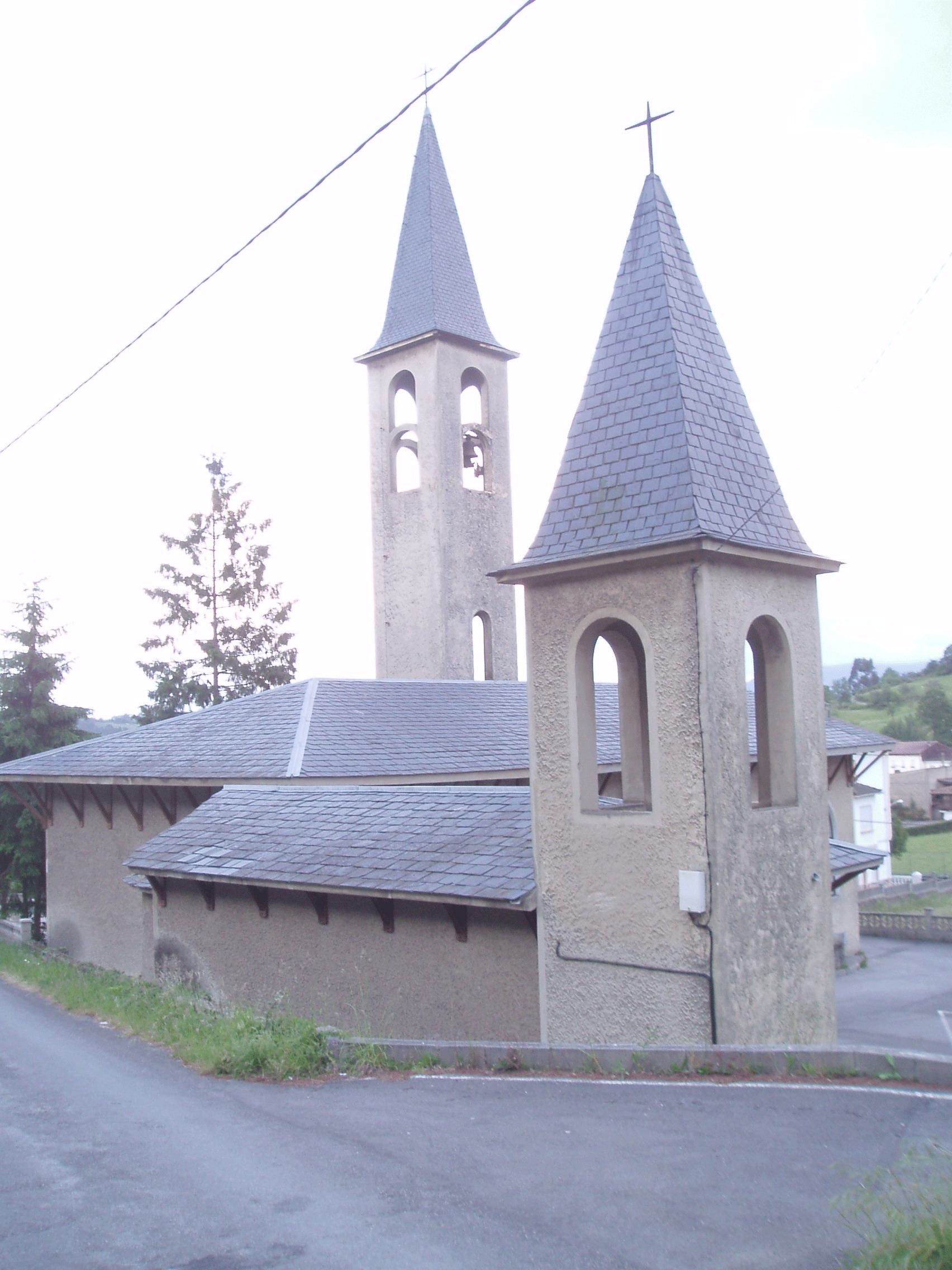
Església de Sant Cristòfol de Collao

Els edificis més singulars de Collao són l'Església de Sant Cristòfol, les antigues Escoles Públiques (convertides en centre social) i la Font Veneros. També existeixen nombrosos hórreos, més o menys conservats.

## Festes
Les festes patronals en honor de Sant Cristòfol, se celebren tots els anys el primer diumenge del mes de juliol.
Actualment hi existeixen dues associacions de caràcter social i cultural. La més antiga és la Societat de Festexos, que cada any organtiza les festes patronals. L'altra és l'Asociación de Vecinos, que té la seu en les Escoles de Collao.

## Dita popular
'En Collao ta'l ganao, la muyer en Marcenao, y los fíos en Corripos berrando como cabritos'.